# Macrophomina phaseolina
Macrophomina phaseolina è un fungo ascomicete parassita delle piante. Colpisce le piante ortive, in particolare il fagiolo, su cui provoca il marciume carbonioso.

## Sintomatologia
Il fungo attacca il fusto delle piante ortive nella parte basale, vicino al colletto, su cui si formano lesioni allungate e depresse, che assumono prima un colore rossastro e poi grigio scuro. Le piantine giovani muoiono; nelle piante adulte le foglie ingialliscono e seccano e la pianta può infine spezzarsi.

## Lotta
La lotta è essenzialmente preventiva e si può attuare con la concia del seme, la fumigazione del terreno e la rotazione delle colture.